# Ovidius Faust
Ovidius Faust (* 16. Oktober 1896 in Edelstal (ung. Nemesvölgy), Österreich-Ungarn; † 18. April 1972 in Preßburg (slow. Bratislava), Tschechoslowakei) war ein Museologe, Historiker und Archivar der Stadt Preßburg.

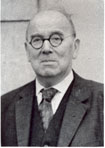
Ovidius Faust

## Leben
Ovidius Faust war der Sohn des Preßburger Fotografen Ludwig Faust und seiner Ehefrau, einer Tochter des aus Österreich stammenden Uhrmachers Stefan Sommer. Er sollte eigentlich als „Preßburger Kind“ in Preßburg geboren werden, die Eltern befanden sich jedoch zum Zeitpunkt seiner Geburt in Edelstal, wo seine Mutter unerwartet niederkam. Faust wurde auf die Namen ‚Gabriellus Joannes Ovidius’ getauft, benutzte jedoch zeitlebens nur ‚Ovidius’ als Vornamen.

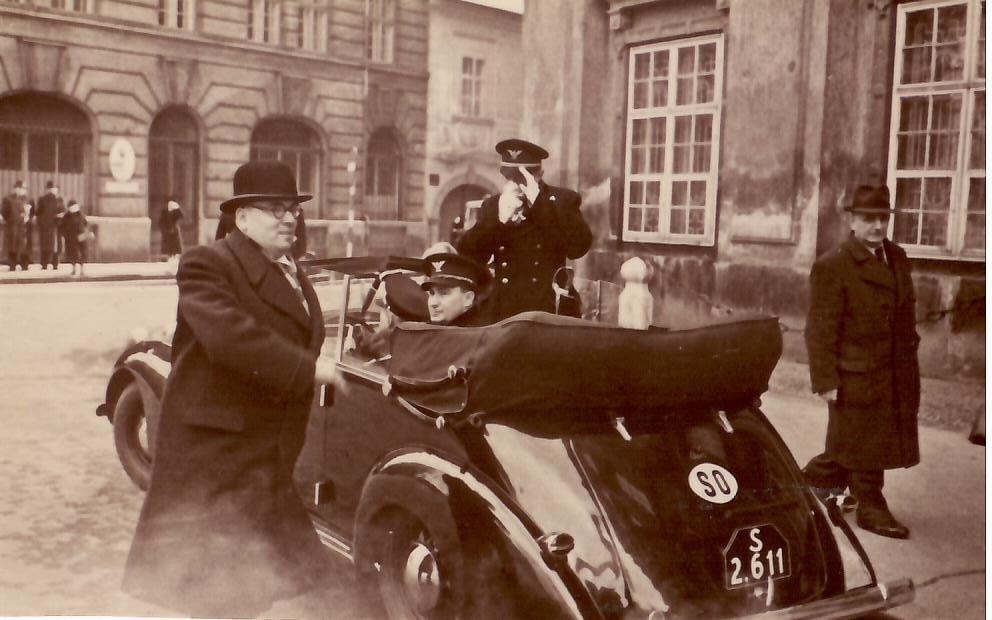
Ovidius Faust (links) auf dem Weg zur Arbeit vor dem Primatialpalais in Preßburg (Bratislava)

Seine Schulausbildung begann Faust in der Deutschen Volksschule, worauf sich ein Besuch im Ungarischen Gymnasium seiner Heimatstadt anschloss. 1915 meldete er sich als Freiwilliger an die Front, wegen einer Sehschwäche war er für den Fronteinsatz jedoch nicht geeignet und deshalb diente er im Generalstab des Kriegsministeriums in Wien. In dieser Zeit entschloss er sich zu einem Studium an der Wiener Universität, seine Studien ergänzte er mit einigen Semestern an der Preßburger Elisabeth Universität. Nach dem Krieg setzte er seine Studien an der Budapester Universität fort. Er erlangte zwei Doktor-Titel: in Jura und Philosophie.
Im Jahre 1919 trat Faust in die Dienste des Preßburger Stadtmagistrats, wo er eine steile Karriere machte, die mit der Ernennung zum Kulturreferent der Stadt endete. Ab 1922 war er Archivar der Stadt und einer der besten Kenner der Geschichte Preßburgs und der (ehemaligen) Preßburger Gespanschaft.

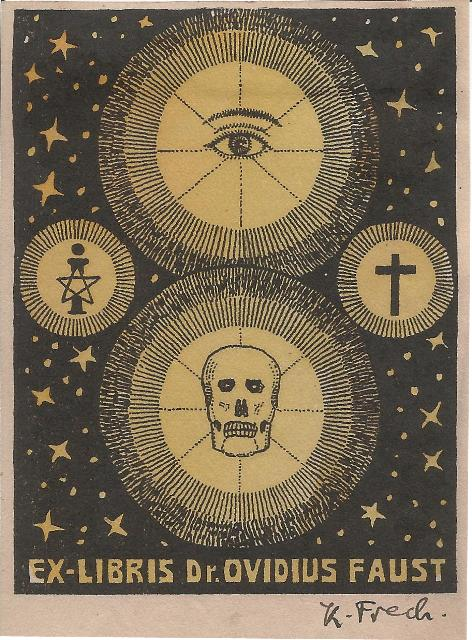
Ex-Libris von Ovidius Faust (ein Werk von Karl Frech)

Sein gesamtes weiteres Leben widmete er der Erforschung der Historie Preßburgs. Bis in die Gegenwart gilt er als der bedeutendste Archivar der Stadt Preßburg. Für die slowakische Historiographie, sowie für die Geschichte Preßburgs, und die Erforschung der Geschichte des Landkreises Tyrnau hat er sich große Verdienste erworben. Er beherrschte fünf Sprachen in Wort und Schrift (Deutsch, Ungarisch, Slowakisch, Tschechisch und Latein), was sich für seine Forschungen sehr positiv auswirkte. Seine Publikationen erreichten höchstes wissenschaftliches Niveau. Auch das Stadtarchiv wurde durch ihn reorganisiert und nach modernsten wissenschaftlichen Gesichtspunkten neu aufgebaut.

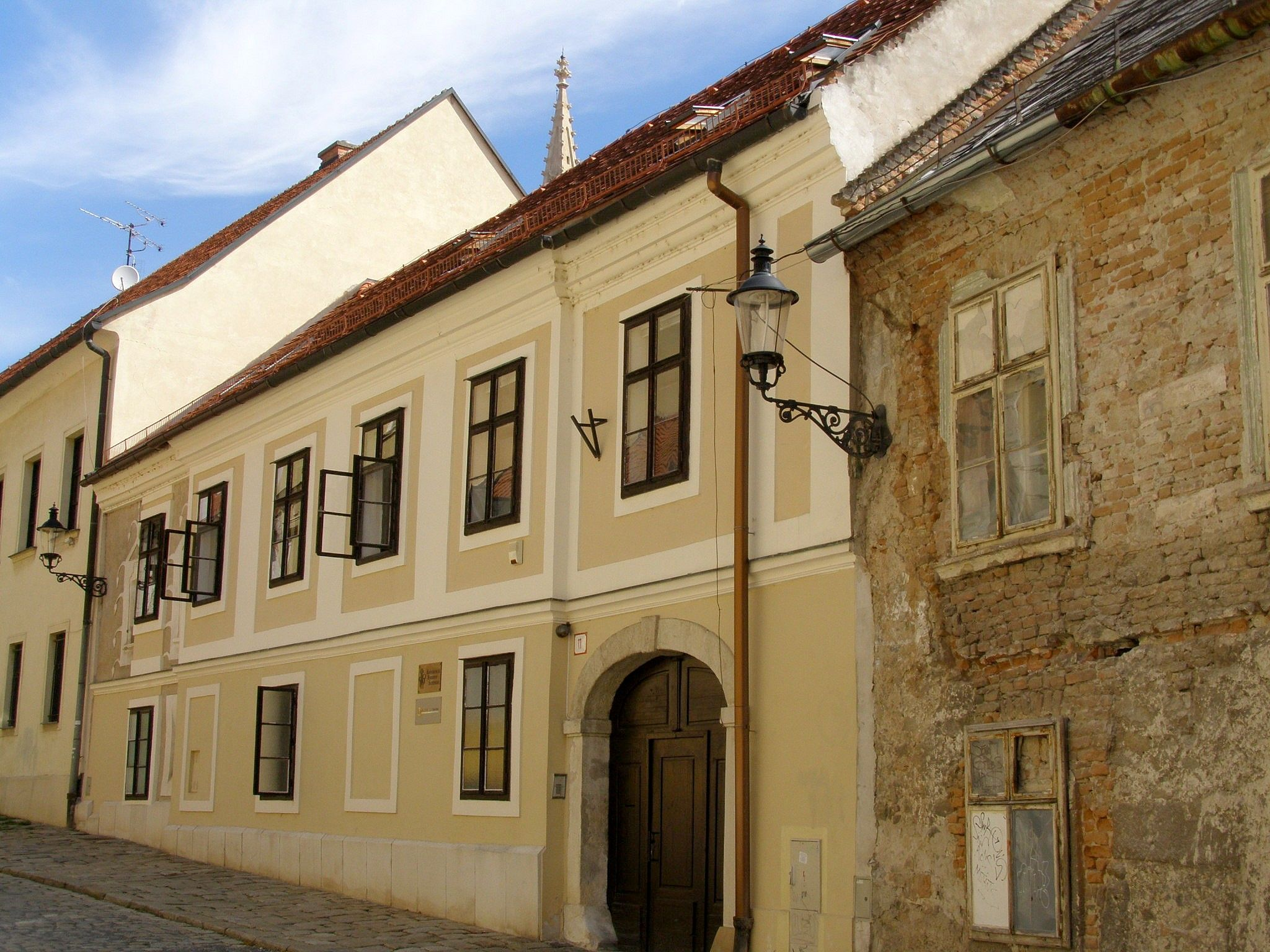
Haus Kapitelgasse (Kapitulská) 11; hier verbrachte Ovidius Faust seine letzten Lebensjahre

## Wie ein „Fremder“ in seiner Vaterstadt
Faust bekannte sich zeitlebens zur deutschen Volkszugehörigkeit. Nach dem Zweiten Weltkrieg wurde ihm das 1945 zum Verhängnis. Er wurde fristlos seines Amtes enthoben. Ohne Rücksicht auf seine großen Verdienste um die slowakische Museologie wurde er anhand der Beneš-Dekrete verfolgt, er verlor seine Wohnung sowie sein gesamtes Hab und Gut. So wie die meisten Deutschen Preßburgs wurde auch er – gemeinsam mit seiner Ehefrau – in das Auffanglager nach Engerau (slow. Petržalka) gebracht, von wo aus diese Menschen als „Staatenlose“ (die tschechoslowakische Staatsbürgerschaft wurde ihnen aberkannt) nach Deutschland und Österreich zwangsausgesiedelt wurden. Tag und Nacht wurden aus diesem Lager Deutsche über die österreichische Grenze getrieben.
Dank einflussreicher Freunde durfte Faust das Lager Engerau verlassen und konnte in die Stadt zurückkehren. Seine Wohnung war während seiner Abwesenheit geplündert worden und inzwischen wohnte ein ehemaliger Untergebener darin, der sich auch einen Teil der Wohnungseinrichtung aneignete. Seine außerordentlich wertvolle Privatbibliothek sowie Antiquitäten und Kunstwerke blieben verschollen und wurden nie mehr gesehen.
Nachdem er mehrere Monate im Gefängnis verbracht hatte, kam Faust frei, er war jedoch gänzlich mittellos. Gute Freunde nahmen ihn und seine Frau als Untermieter (in der Kapitelgasse 11) auf, wo er bis zu seinem Tod wohnte. Zwischen 1945 und 1950 lebte er „wie ein Fremder“ – ohne Staatsbürgerschaft – in der eigenen Vaterstadt. Niemand getraute sich ihm einen Arbeitsplatz anzubieten. Letztlich fand er Dank dem Mut einiger seiner früheren Bekannten einen Arbeitsplatz bei einer Kommunalbehörde („Krajský narodný výbor“). Seine Erfahrungen bei der Neuordnung des Archivs konnte man dort gut gebrauchen. Er musste jedoch machtlos zusehen, wie damals wertvolle, unersetzliche Archivalien aus Kirchenbesitz und ehemaligen Adelshäusern in der „Altpapiersammlung“ landeten und zur Einstampfung freigegeben wurden. (Es war die Zeit der Kirchenverfolgungen und der anbrechenden kommunistischen Gewaltherrschaft in der neu restaurierten Tschecho-Slowakei nach 1945).
Seine letzte Anstellung fand er 1955 im Westslowakischen Landesmuseum von Tyrnau (Západoslovenské múzeum v Trnave). Nach Tyrnau musste er, bereits im fortgeschrittenen Alter, täglich mit dem Zug fahren, da man ihm in Tyrnau keine Wohnung zur Verfügung stellte.

## Tod
Seine zahlreichen Publikationen, Notizen, Tagebucheintragungen und Fotografien befinden sich in seinem Nachlass, sind jedoch noch nicht systematisch aufgearbeitet.
Ovidius Faust starb am 18. April 1972 in seiner Vaterstadt. Sein Tod rief keine Resonanz in der damals kommunistischen Tschechoslowakei hervor. Er wurde auf dem St. Martinsfriedhof in Preßburg in aller Stille und ohne Anteilnahme der Behörden beigesetzt.